# Achike Udenwa
Achike Udenwa, född 1948, var guvernör i delstaten Imo i Nigeria mellan 29 maj 1999 och 29 maj 2007.